# Manny Lehman

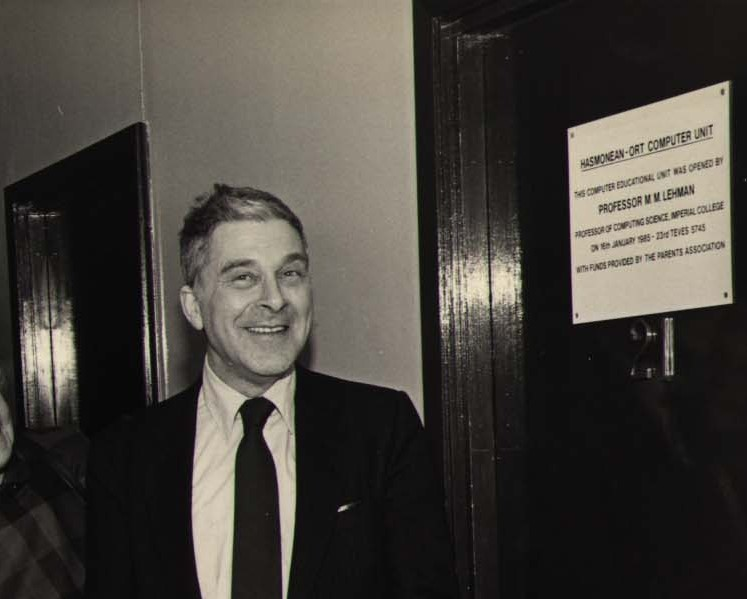
Meir Manny Lehman

Meir Manny Lehman (hebräisch מאיר מני להמן; * 24. Januar 1925 in Deutschland; † 29. Dezember 2010 in Jerusalem, Israel) war ein Informatiker und Hochschullehrer. Er war von 1972 bis 2002 Professor und Leiter der Informatikabteilung am Imperial College London. Zu seinen Forschungsbeiträgen gehören der Prozess der Software-Evolution und die Lehman-Gesetze der Software-Evolution.

## Leben und Werk
Lehman war das zweite von sechs Kindern von Benjamin Lehman und Ressi Tirtza Lehmann. Er verließ 1931 mit seiner Familie Deutschland und kam zwei Jahre vor der Machtübernahme der Nationalsozialisten nach England. Im Alter von 10 Jahren starb sein Vater und er verließ die Schule in Letchworth Garden City, um zum Unterhalt der Familie beizutragen. Von 1942 bis 1950 arbeitete er als Lehrling und Gerätetester in der Serviceabteilung bei Murphy Radio Ltd. Nach dem Besuch von Abendkursen in Elektronik erhielt er ein nationales Zertifikat in Elektronik. Aufgrund seiner Prüfungsergebnisse und Zeugnisse bekam er ein technisches Staatsstipendium zuerkannt und studierte nach einer Aufnahmeprüfung von 1950 bis 1956 Mathematik am Imperial College London.

## Digitaler Relaiscomputer und ICCE 2
Nach seinem Bachelor-Abschluss erhielt er ein Ferranti-Forschungsstipendium der Institution of Electrical Engineers. Als Doktorand am Imperial College arbeitete er zusammen mit Sidney Michaelson und Keith Douglas Tocher an der Konstruktion und dem Bau der zweiten Imperial College Computing Engine (ICCE2), einem ventilbasierten Computer. Er entwarf die Recheneinheit für diese Maschine, deren wichtigste Neuerung darin bestand, dass er einen neuen Multiplikationsalgorithmus entwickelte. Kurz vor dem Abschluss seiner Dissertation brachte der Abteilungsleiter Jones das ICCE-2-Projekt zum Erliegen. Lehman promovierte 1957 bei Tocher mit der Dissertation: Parallel Arithmetic Units and Their Control.
1955 arbeitete Lehman für ein Jahr in Ferrantis Londoner Labor. Lehmans Aufgabe bestand darin, eine Machbarkeitsstudie für den Einsatz des damals neuen Mercury-Computers zu erstellen. Seine Hauptaufgabe bestand darin, den Mercury-Computer zu analysieren, um festzustellen, ob er für die Steuerung von Blue Streak, Großbritanniens erster ballistischer Rakete, geeignet war. Zu dieser Zeit befand sich Blue Streak in Australien in der Entwicklung und wurde getestet.

## Entwicklung des SABRAC

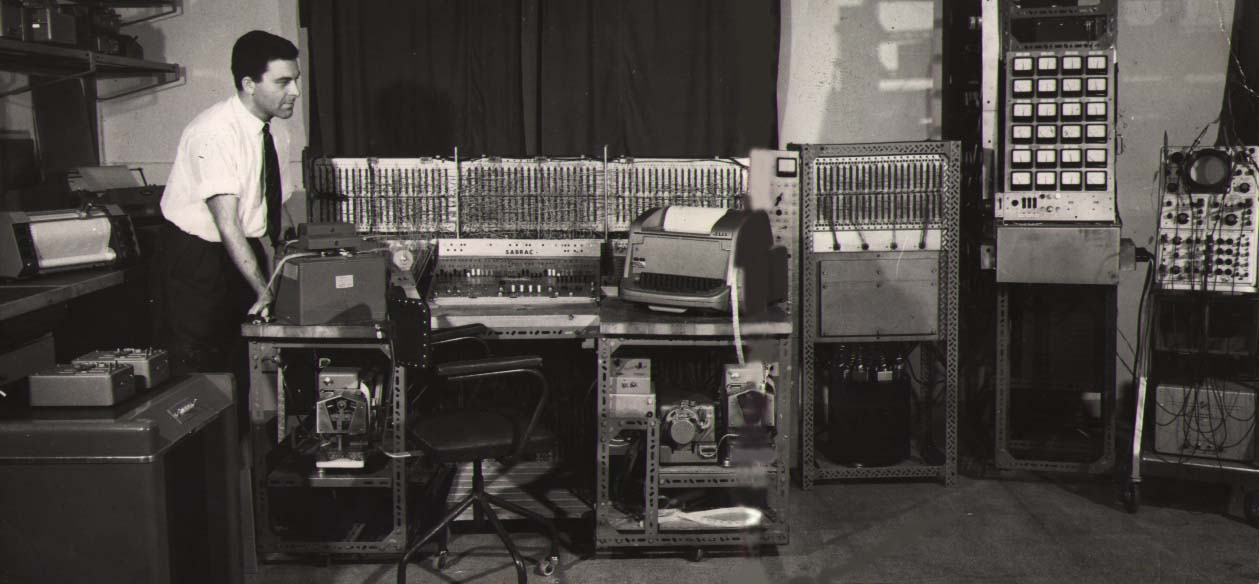
Manny Lehman mit dem SABRAC-Computer im israelischen Verteidigungsministerium

1956 beschlossen Lehman und seine Frau Chava Lehman nach Israel auszuwandern, wo er von 1957 bis 1964 in der wissenschaftlichen Abteilung des israelischen Verteidigungsministeriums arbeitete. Er entwarf dort kostengünstige digitale Computer mit Magnetkernspeichern und half bei der Entwicklung zweiter Adressregister (Modifikatoren) und der Verwendung von Leiterplatten.
SABRAC war eine Maschine mit einer Reihe von Innovationen, ein Teil der Philosophie stammte von ICCE 2. Lehman entwickelte 1960 das Konzept des autonomen parallelen Input/Output, was er 1962 umsetzte und nutzte. Autonome Übertragungen, Paging und Adressänderung waren nicht die einzigen Innovationen in SABRAC. Die Maschine war die erste in Israel, die Transistoren verwendete. WEIZAC 1, der am Weizmann-Institut gebaut wurde und eine Kopie der JOHNNIAC 1 war, verwendete noch thermionische Ventile bzw. Röhren. Das vierköpfige Team von Lehman war das erste in Israel, das gedruckte Schaltkreise verwendete. Die Maschine diente unter anderem als Testumgebung für den Multiplikatoralgorithmus.
Im Jahr 1961 besuchte David Ben-Gurion das Labor von Lehman und die SABRAC und drei Wochen nach Ben-Gurions Besuch wurde Lehman ein Budget für die Fertigstellung der Maschine gegeben. Nicht lange danach wurde die Maschine in Betrieb genommen und insbesondere von Wissenschaftlern genutzt, die damit das optische Infrarotsystem von Israels erster Land-See-Rakete Gavriel entwarfen.
1962 besuchte der neue Premierminister Levi Eshkol das Labor und danach wurde auf höchster Ebene beschlossen, alle Arbeiten an digitalen Computern einzustellen. Lehman sollte entweder in die Operations-Research-Gruppe wechseln oder aus der wissenschaftlichen Abteilung zurücktreten.

## Arbeit bei IBM
Im August 1964 segelte Lehman mit seiner Familie als Einwanderer in die USA und lebte in Monsey, New York, wo seine vier Kinder einen Zugang zu jüdischer Schulbildung bekamen. Von 1964 bis 1972 arbeitete er in der Forschungsabteilung von IBM in Yorktown (New York). Dort entwarf er Recheneinheiten für das Supercomputerprojekt und erforschte die Parallelverarbeitung. Von 1965 bis 1968 leitete er das Integrated Multi-Processor Project, das Simulationen im Hardware-Design einsetzte.
Lehman war mit dem Ziel zu IBM gekommen, einen Parallelprozessor zu bauen, ein System, das eine große Berechnung in unabhängige Aufgaben zerlegen und diese gleichzeitig und parallel ausführen kann. Erst als er in Yorktown ankam, wurde ihm mitgeteilt, eine Hochgeschwindigkeits-Parallelrecheneinheit mit Pipeline zu entwerfen.
Zusammen mit Jack Rosenfeld schrieb er eine Reihe von Veröffentlichungen über die mathematischen Aspekte des Parallelrechnens. Mit Laszlo Belady initiierte er die Idee empirischer Studien vor Ort, wie etwa ihrer Untersuchung der Entwicklung von IBMs OS/360. Sie gingen davon aus, dass eine solche empirische Arbeit zu einem besseren Verständnis der Softwareentwicklungsprozesse führen könnte, was wiederum zu einer besseren Kontrolle der Softwarekosten und -qualität beitragen könnte. Lehmans Untersuchungen der Abhängigkeit zwischen Softwarekomplexität und Wartungsaufwand wurden in seinen Gesetzen der Softwareevolution 1980 zusammengefasst. Seine Gesetze der Softwareentwicklung, das Unschärfeprinzip und seine Sicht des Softwareprozesses als Rückkopplungssystem dienten als Grundstein für viele Doktorarbeiten, die im Laufe der Jahre in den Bereichen Softwarewartung und Prozessverbesserung entwickelt wurden. Zu seinen Doktoranden gehört der Informatiker Peter G. Harrison.

## Universitätstätigkeit
1972 kehrte Lehman an das Imperial College zurück und wurde Leiter der zwei Jahre alten Abteilung für Informatik und Steuerung. Im Jahr 1979 wurde der Fachbereich Informatik gegründet und Lehman war bis 1984 Leiter des Fachbereichs Informatik. Unter seiner Leitung wurden die ersten drei- und vierjährigen Bachelor-Studiengänge entwickelt, und er gründete die Imperial Software Technology Company. Nach dreißigjähriger Tätigkeit am Imperial College wechselte er 2002 an die School of Computing Science der Middlesex University.
Nachdem er sich aus Middlesex zurückgezogen hatte, zog er nach Jerusalem, wo er am 29. Dezember 2010 starb.

## Ehrungen
- 1989: Fellow der Royal Academy of Engineering
- 1994: Association for Computing Machinery Fellow[4]
- 2001: Harlan D. Mills Award, IEEE Computer Society
- 2003: Stevens Award

## Mitgliedschaften im Redaktionsvorsitz
- Journal of Software Maintenance and Evolution: Research and Practice
- Journal of Systems and Software
- Software Process: Improvement and Practice

## Veröffentlichungen (Auswahl)
- mit Laszlo Belady: Program Evolution, Processes of Software Change. Academic Press, London, 1985, ISBN 978-0-12-442441-8.
- Programs, Life Cycles, and Laws of Software Evolution. Proceedings of the IEEE 68, 1980, S. 1060–1076.